# عصام الدعاليس
عصام ديب عبد الله الدعاليس (أبو معاذ؛ 30 أكتوبر 1966 - 18 مارس 2025) سياسي فلسطيني وأحد أعضاء حركة حماس، كان رئيسًا للجنة متابعة العمل الحكومي في قطاع غزة بين عامي 2021 و2025.

## حياته
عين في 13 يونيو 2021 رئيسًا للجنة متابعة العمل الحكومي في قطاع غزة، من قبل المجلس التشريعي الفلسطيني في غزة. وغالبًا ما يُقارن بمنصب رئيس الوزراء أو رئيس الحكومة إذ أن عمله اليومي في قطاع غزة يشبه عمل رئيس الحكومة.

## اغتياله
فجر 18 مارس 2025، اغتالته إسرائيل بعدما استأنفت حرب الإبادة التي تشنها ضد قطاع غزة منذ أكتوبر 2023، رفقة 3 من أبناءه و2 من أحفاده.